# Rue Mazarine
La rue Mazarine est une voie située dans le quartier de la Monnaie du 6e arrondissement de Paris.

## Situation et accès
La rue Mazarine est desservie par les lignes 4 et 10 à la station Odéon.

## Origine du nom
Son nom vient du voisinage du collège des Quatre-Nations, aujourd'hui Institut de France, fondé par Jules Mazarin.

## Historique
Cette voie est tracée sur l'emplacement du chemin de contrescarpe de l'enceinte de Philippe Auguste. C'est l'ancienne rue des Fossés-de-Nesle, longeant à l’extérieur l’enceinte de Philippe Auguste.
Elle est citée sous le nom de « rue de Nesle » dans un manuscrit de 1636.

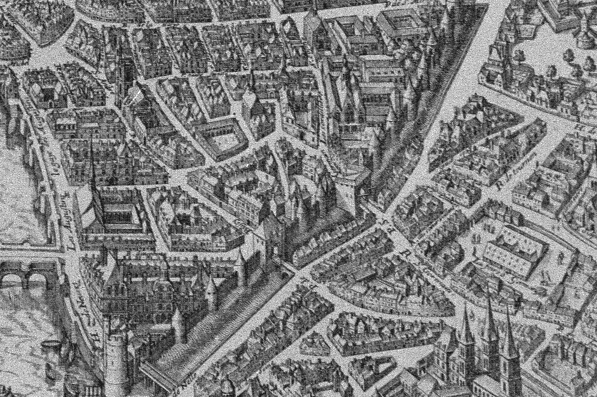
Plan de Merian (1615). Chemin longeant l'enceinte Philippe Auguste au niveau de la tour de Nesle, en bas à gauche.
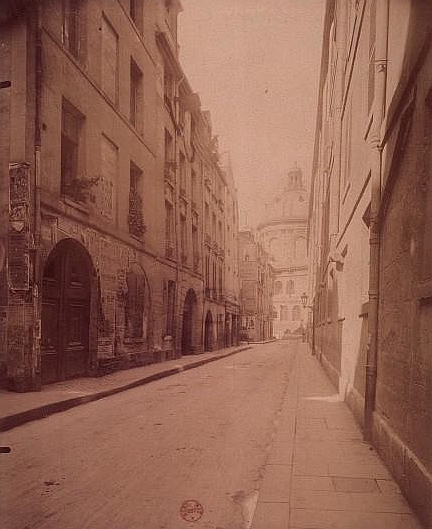
La rue en 1902, photographie d'Eugène Atget.
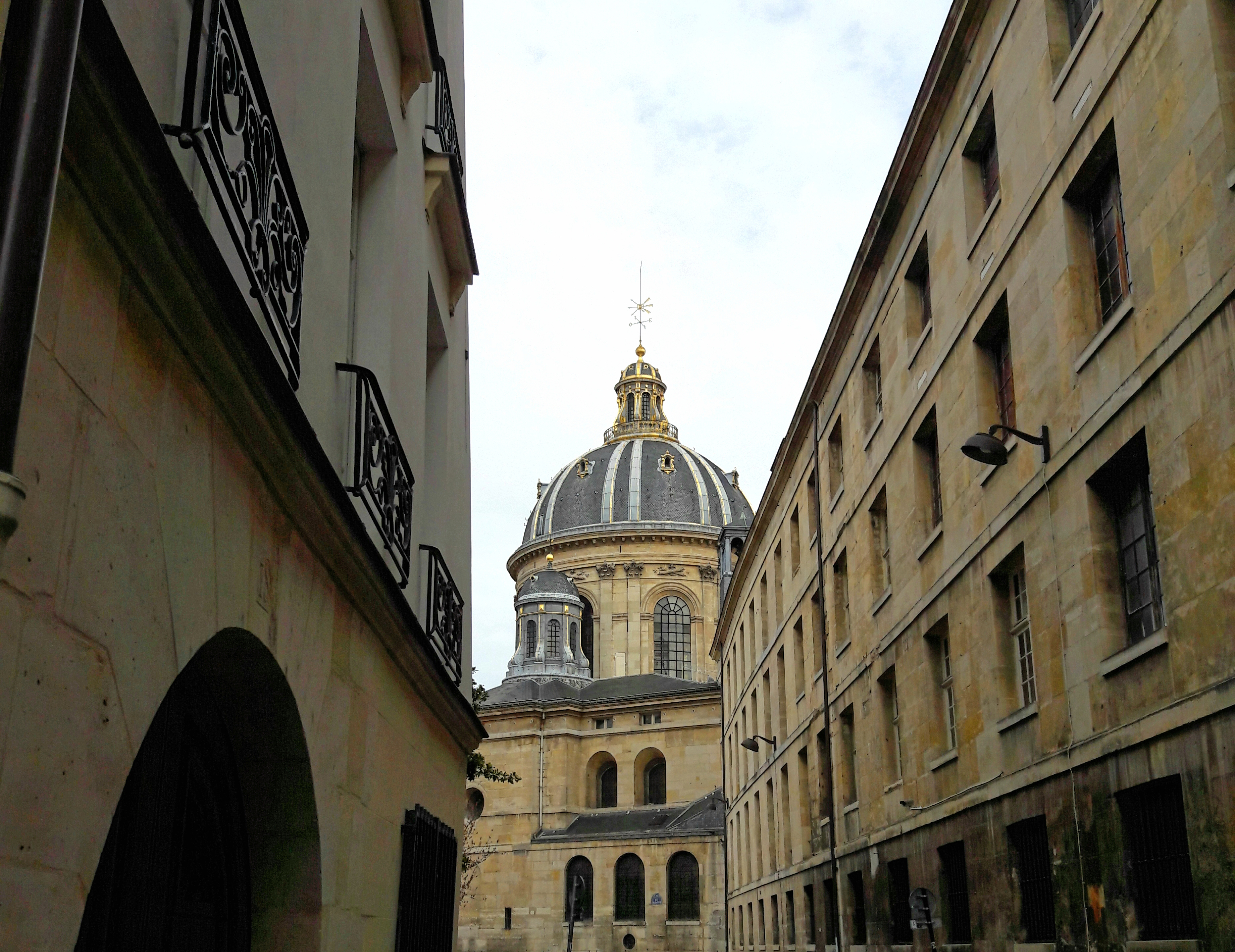
Perspective donnant sur le dôme de l'Institut de France.
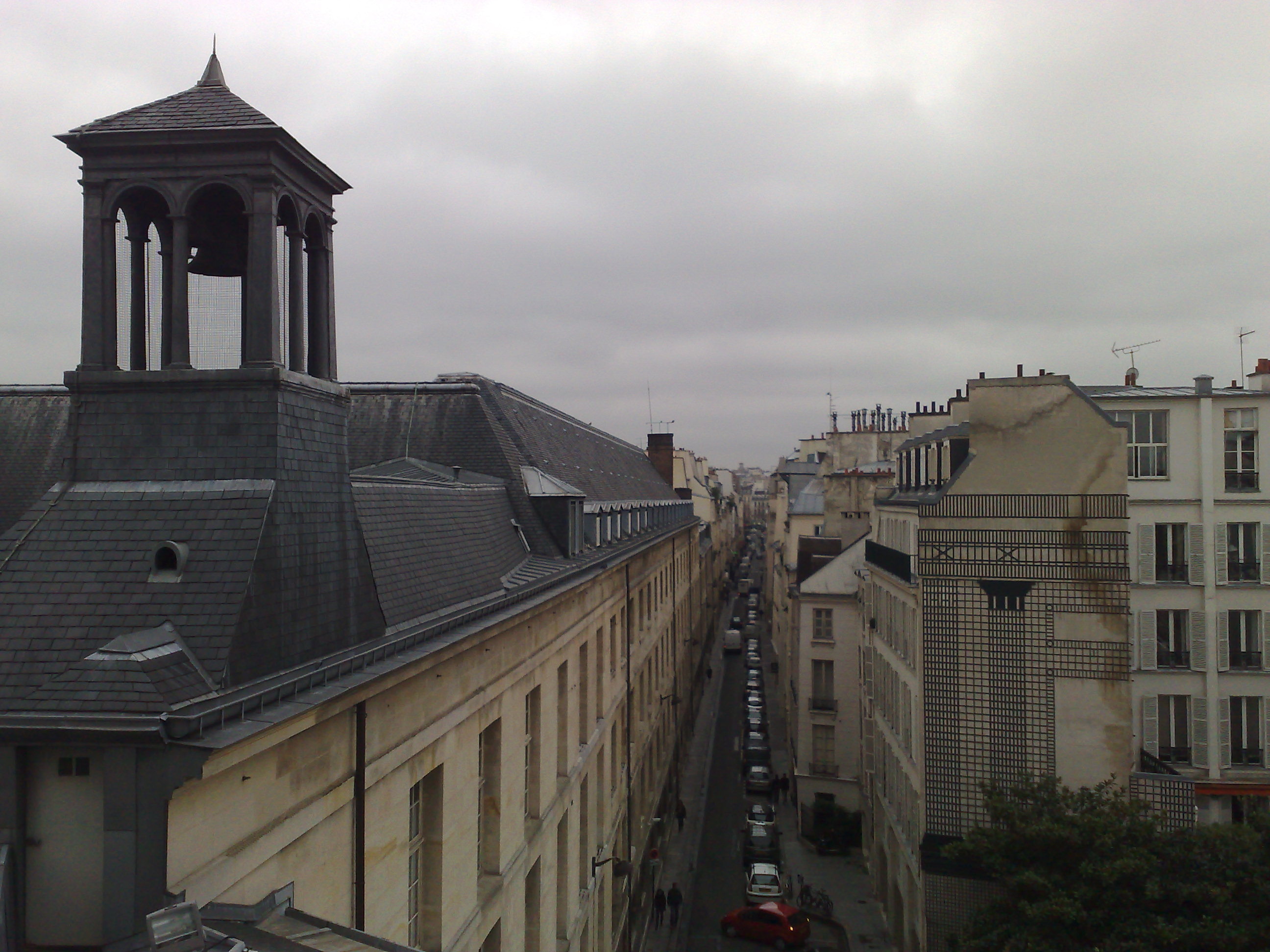
Vue depuis la coupole de l'Institut de France.
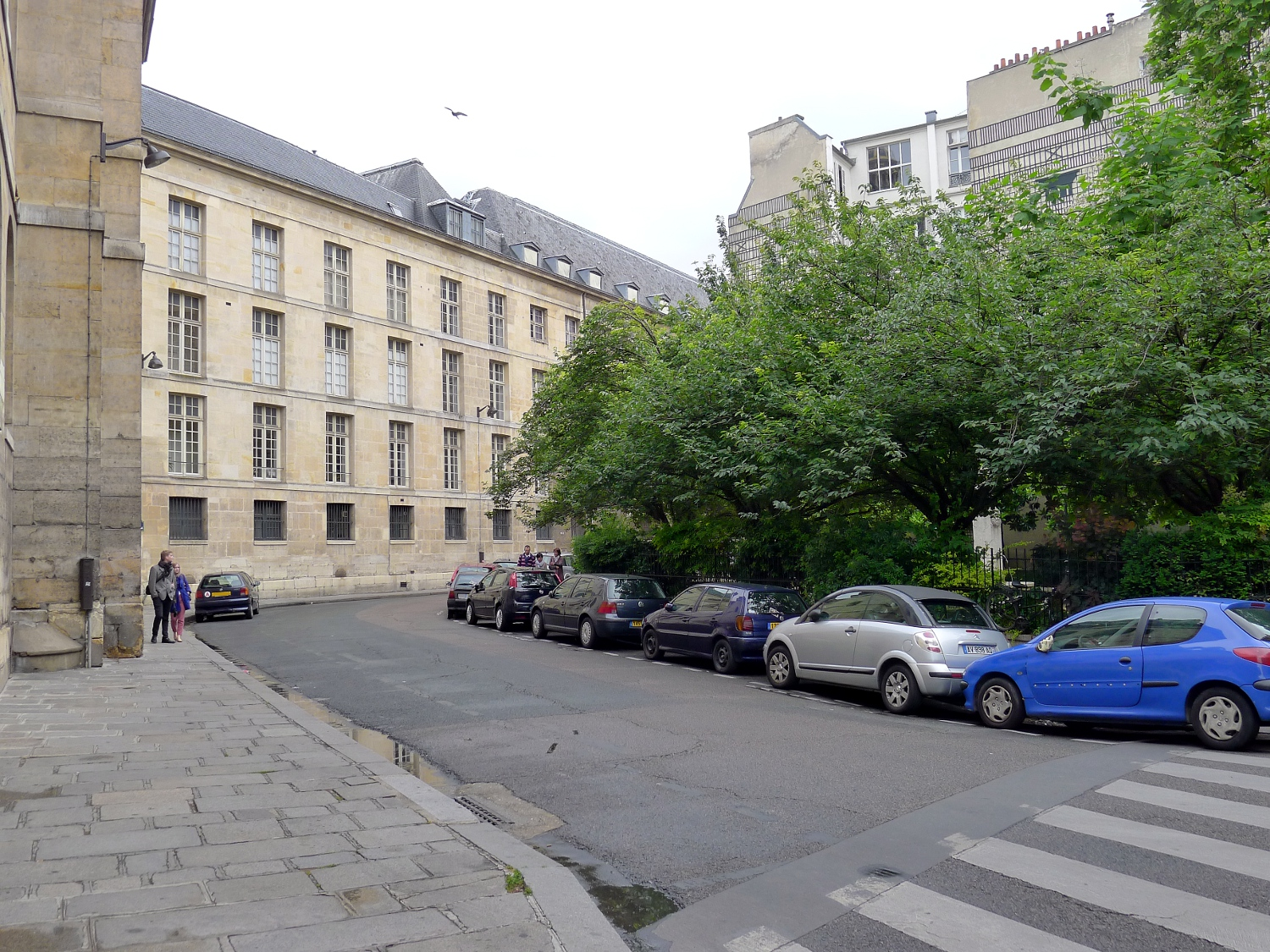
Début de la rue Mazarine, côté rue de Seine. À droite, le square Gabriel-Pierné.

## Bâtiments remarquables et lieux de mémoire
- No 1 : marque du niveau de la crue de 1910 au coin de la rue de Seine.
- No 3 : domicile de l'homéopathe Marie Mélanie d'Hervilly en 1825[2]. Domicile également du sculpteur, médailleur et lithographe Jules Chaplain qui y meurt en 1909.
- No 4 bis : demeure de l’historien et philosophe républicain Edgar Quinet, exclu du Collège de France par Guizot en 1846.
- No 5 : demeure de Marie Desmares, dite la Champmeslé, interprète célèbre des pièces de Jean Racine. Domicile de Guillaume Guillon Lethière (1760-1832) en 1823-1825[3]. Atelier du sculpteur Henri Lagriffoul ; une plaque lui rend hommage.
- Nos 10-14 : jeu de paume des Métayers. Jean-Baptiste Poquelin dit Molière y crée l’Illustre Théâtre en 1643. La première représentation de la troupe eut lieu le 1er janvier 1644.
- No 12 : une plaque rappelle qu'à cet endroit se situait le jeu de paume des Mestayers, où fut créé l'Illustre Théâtre en 1643, par Molière et sa troupe. Atelier du peintre Joseph Vernet.

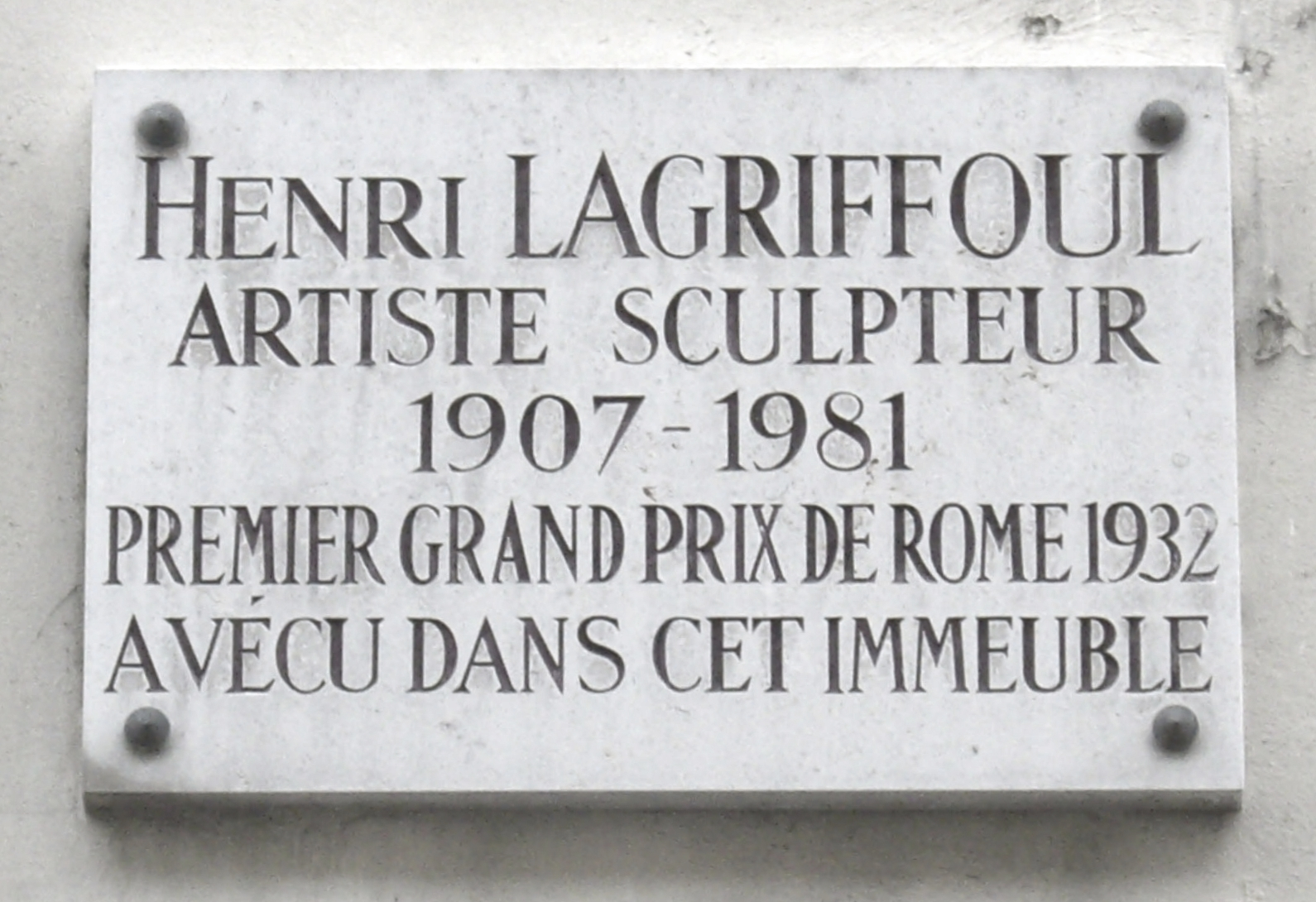
Plaque au no 5.
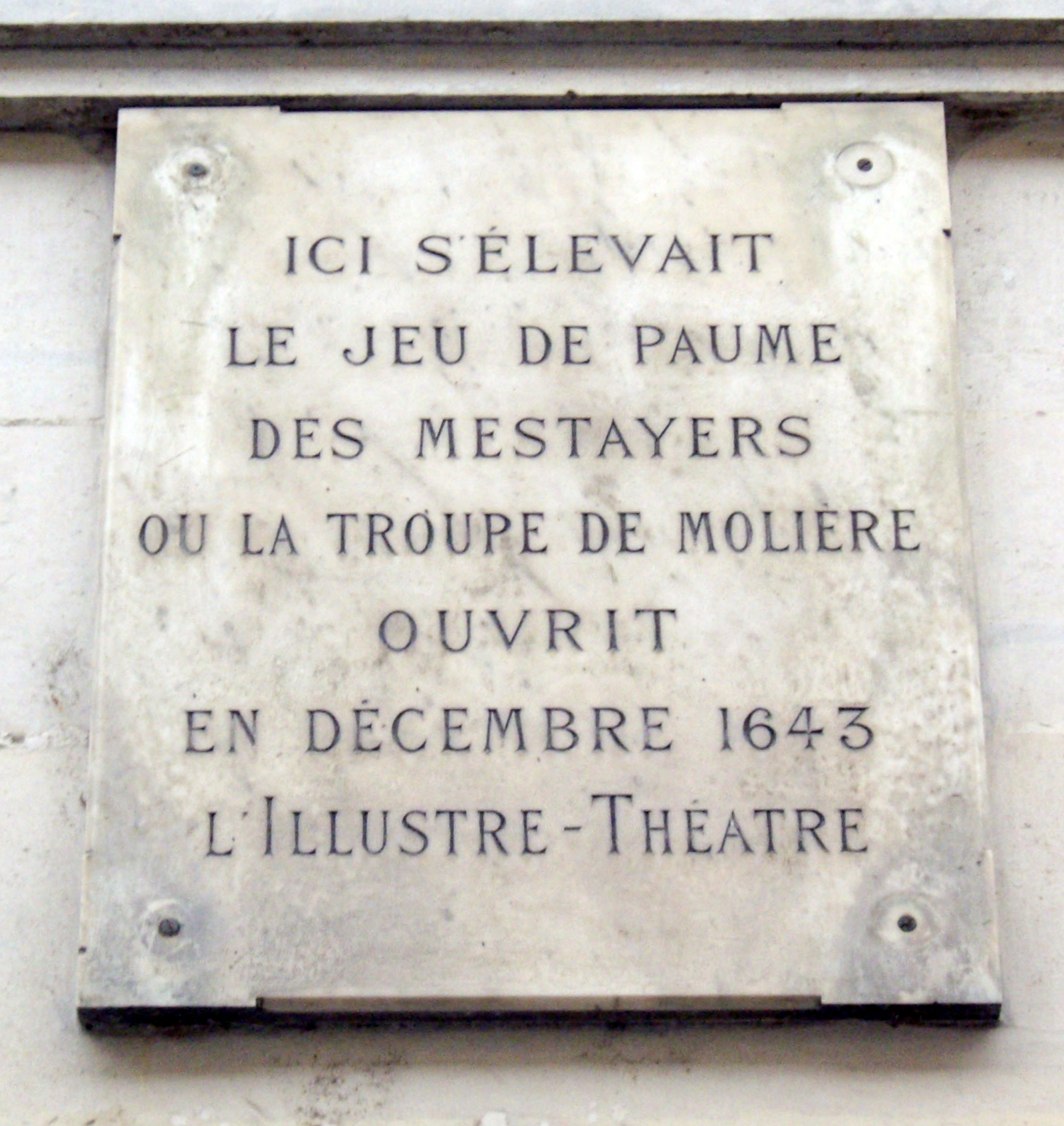
Plaque au no 12.
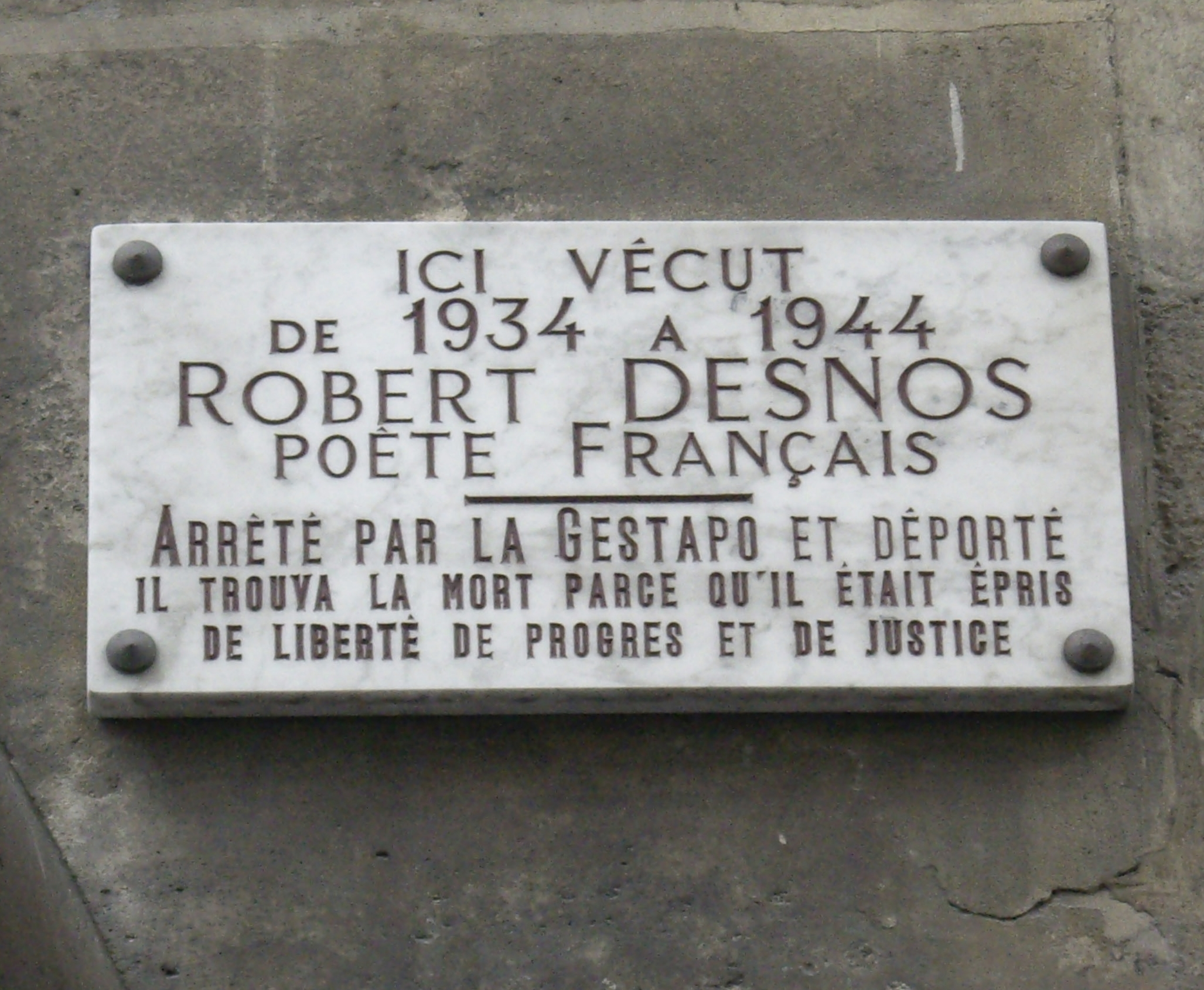
Plaque au no 19.
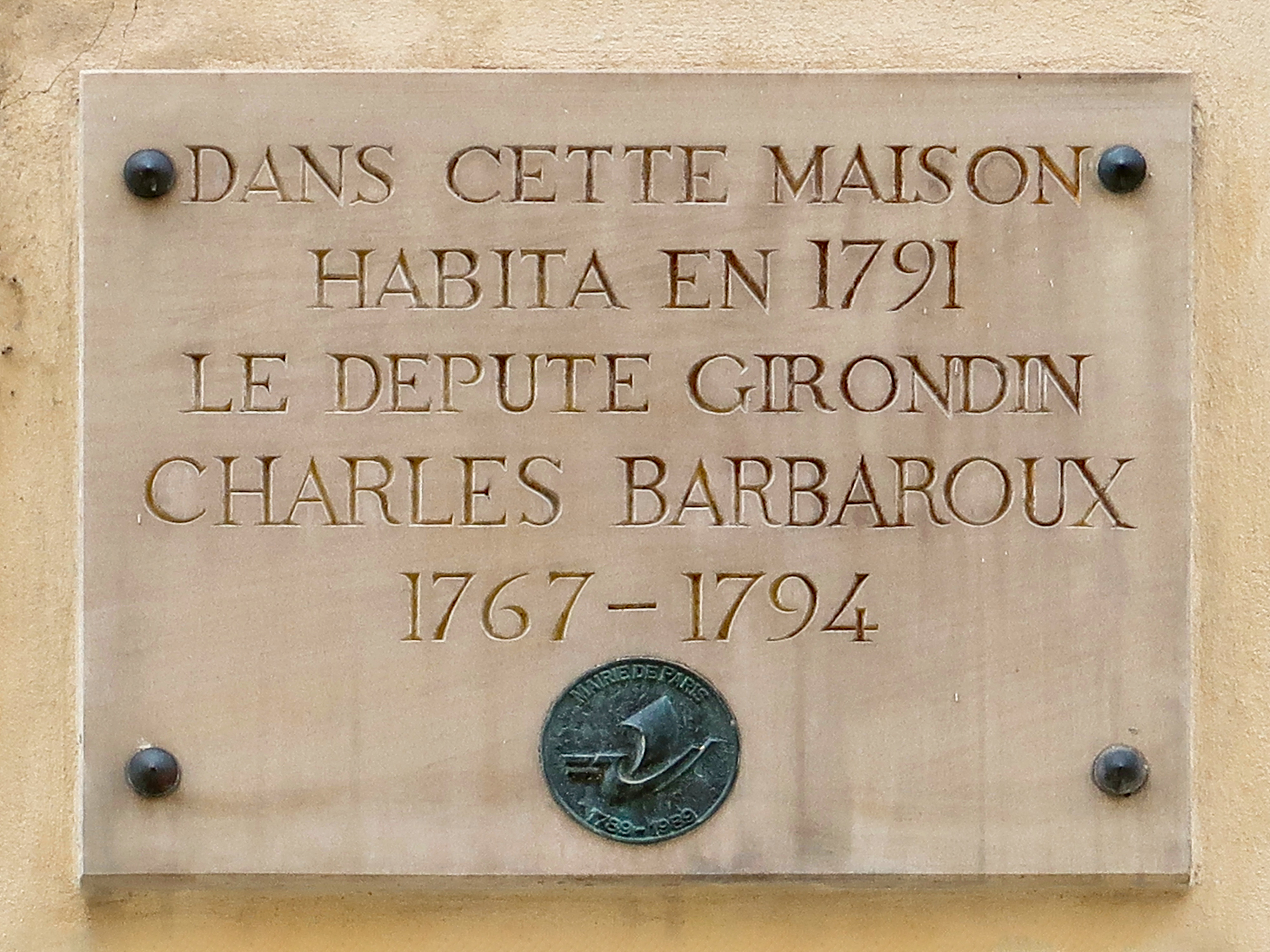
Plaque au no 20, posée pour le bicentenaire de la Révolution.
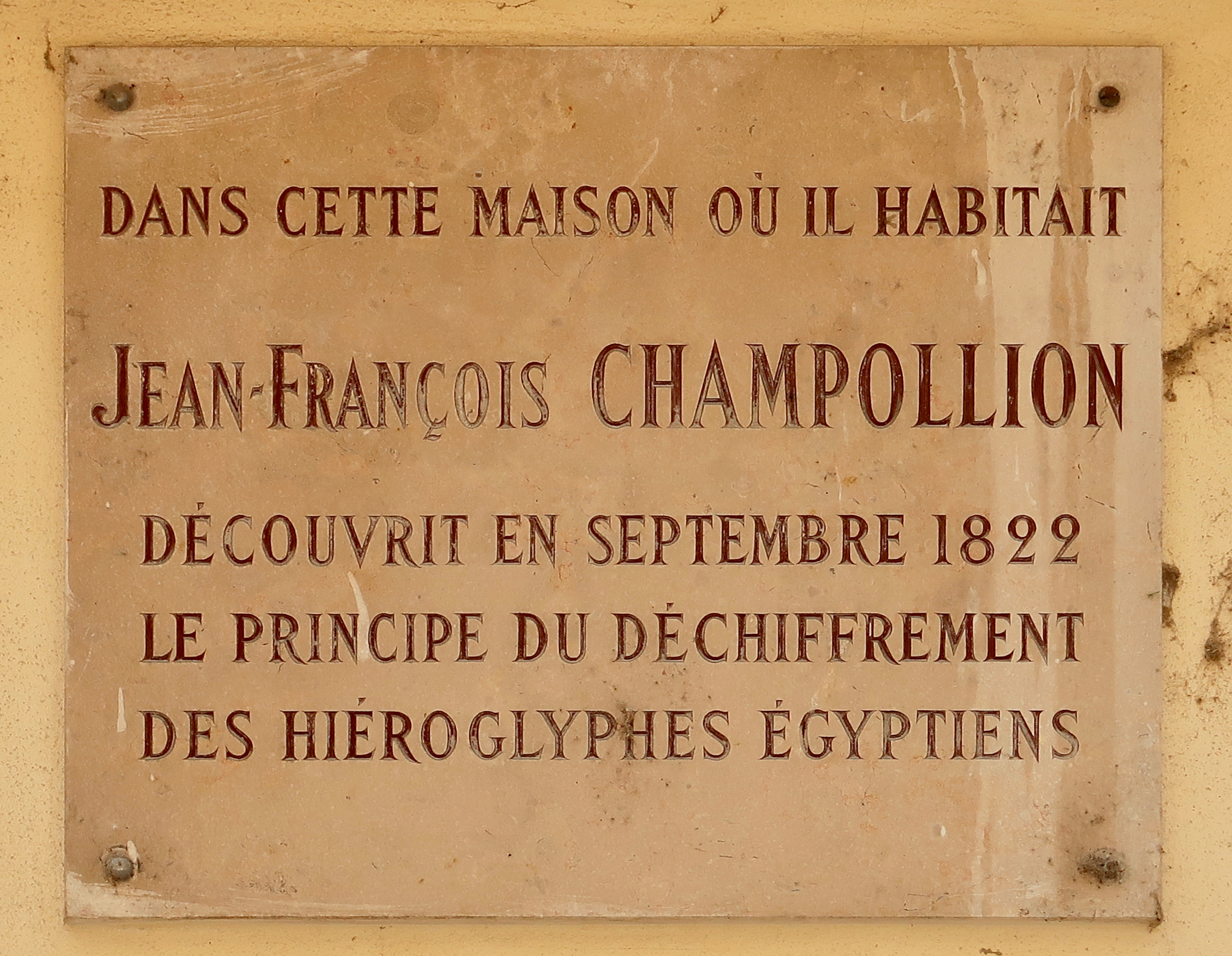
Plaque au no 28.

- No 19 : demeure du poète Robert Desnos, résistant déporté en 1944, mort du typhus au camp de Terezín en 1945 ; une plaque lui rend hommage. Le rez-de-chaussée fut longtemps occupé par le café Le Rubens, dans l'arrière-salle duquel travaillait et recevait l'écrivain Antoine Blondin[4].
- No 20 : demeure du député girondin Charles Barbaroux, leader du bataillon des Marseillais. Il « inspira » Charlotte Corday et fut guillotiné à Bordeaux. Une plaque lui rend hommage. En 1885, le peintre marseillais Raymond Allègre (1857-1933), demeurait à cette adresse[5].
- No 27 : vestiges de l’enceinte de Philippe Auguste dans un parking souterrain. Accès au passage Dauphine.
- No 28 : demeure de Jean-François Champollion qui déchiffra les hiéroglyphes à partir de la pierre de Rosette en 1822 ; une plaque lui rend hommage. Demeure également du peintre Horace Vernet.
- No 30 : hôtel des Pompes, où se tenait l'état-major de la Compagnie des Gardes-pompes du Roy, précurseur du corps des pompiers de Paris, fondée en 1722 par Louis XV, sous la direction de François Dumouriez du Perrier, « premier pompier professionnel de France ». De 1812 à 1815, le poète hongrois János Batsányi y vécut ; une plaque lui rend hommage.

|                                                                                          |  |  |
| No 30 : à gauche, l'hôtel des Pompes, et à droite, les plaques commémoratives associées. |  |  |

- No 34 : premier restaurant coopératif des Marmites, association créée par Nathalie Lemel et Eugène Varlin à la fin du Second Empire.
- No 35 : tour habitée de l’enceinte de Philippe Auguste. À cette adresse est née la couturière Jeanne Lanvin, le 1er janvier 1867, au domicile de ses parents.

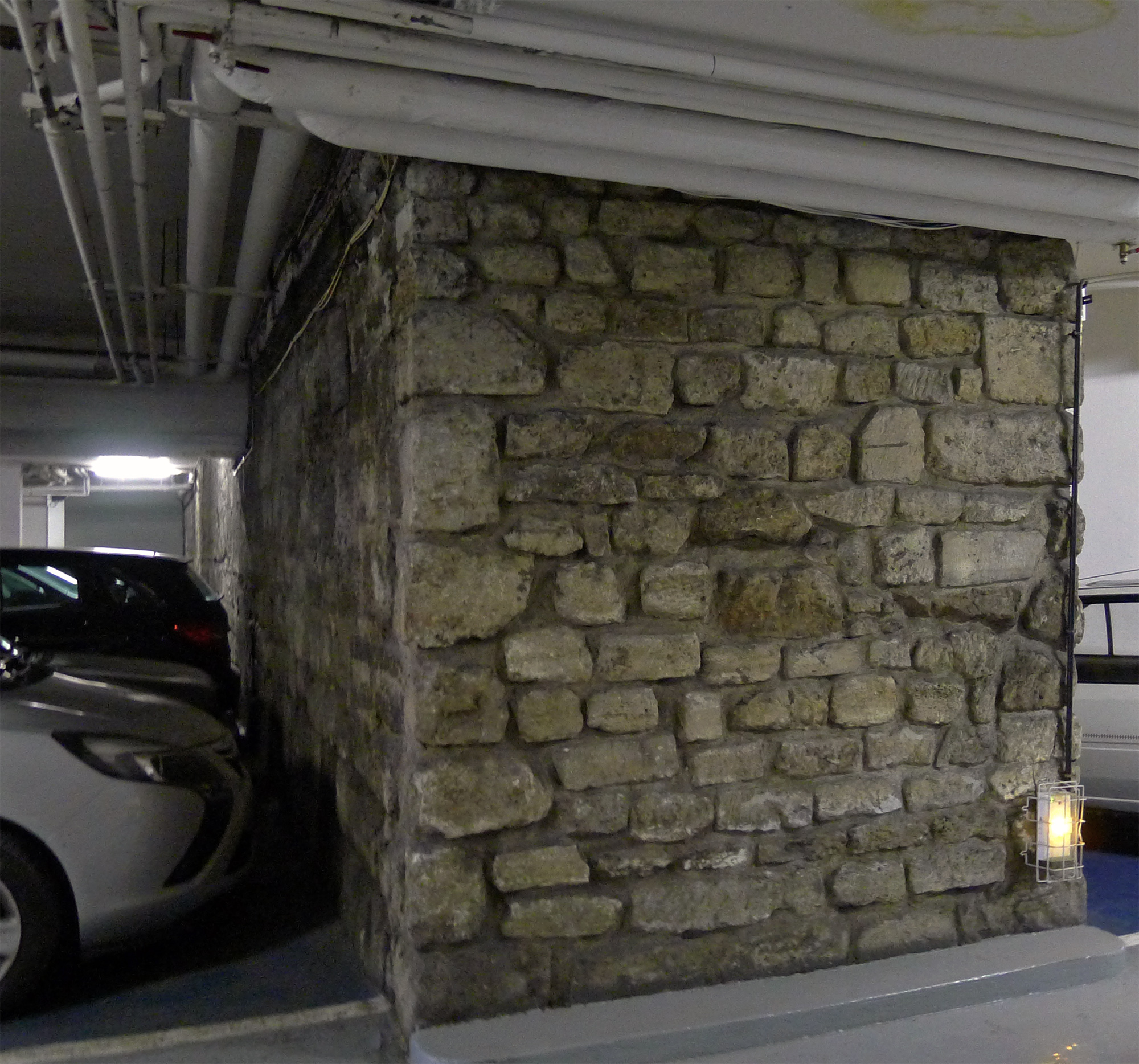
Vestiges de l'enceinte de Philippe Auguste dans les sous-sols du no 35.

- No 36 : demeure de Pierre-Joseph Proudhon dans une chambre d'étudiant. Longues discussions avec Karl Marx en 1844.
- No 41 : ancien siège des éditions de l'Encyclopédie des Nuisances.
- No 42 : jeu de paume de la Bouteille, également appelé théâtre Guénégaud. Création du premier Opéra de Paris en 1669. Représentation de Pomone, opéra écrit par l'abbé Pierre Perrin. La troupe du Marais fusionne avec celle de Molière après la mort de ce dernier, pour donner la troupe Guénégaud. La fusion de cette dernière avec la troupe de l’hôtel de Bourgogne donnera la Comédie-Française, créée en 1680.
- No 46 : annexe de l'École des beaux-arts où étaient imprimées les affiches de Mai 68.
- No 54 : hôtel où résida en 1867 Antoine de Tounens, éphémère roi d'Araucanie et de Patagonie. Dans la cour se trouvent des maisons à pans de bois. Demeure également de Alexandre Berbiguier de Terre-Neuve du Thym[6].
- No 56 : demeure du peintre Jean Dannet.
- No 60 : demeure du peintre Édouard Manet et entrée historique de la librairie Gründ, désormais siège de l’Université PSL.
- No 70 : autre adresse de Proudhon, théoricien de l’anarchie ; auteur de la Théorie de la propriété. Il travaillait non loin, quai des Grands-Augustins, comme prote dans l'imprimerie de l'éditeur Gauthier et fréquentait assidument la bibliothèque Mazarine.
- No 72 : domicile de l'écrivain Antoine Blondin[7].

C'est également rue Mazarine, dans le jeu de paume de Bergeron, que se réfugia le club des Cordeliers après avoir été chassé en 1792 du couvent dont il porte le nom.

## La rue et les arts

### En littérature
Dans La Rabouilleuse d'Honoré de Balzac, madame Bridau vient habiter dans cette rue en 1811 pour réduire son train de vie. Elle s'installe avec ses deux fils Joseph et Philippe chez madame Descoing, au dernier étage d’une maison, non loin de l'École des beaux-arts où Joseph fait ses études de peintre.
Dans Thérèse Raquin d'Émile Zola, madame Raquin achète une mercerie passage du Pont-Neuf. Il s'agit d'un passage couvert qui rejoint la rue Mazarine à la rue de Seine, comme le mentionne l'incipit.

### En musique populaire
Une chanson de Doc Gynéco, issue de l'album Quality Street, porte le titre Rue Mazarine. « Ça c'est ma lettre à la fille de Saint-Germain / Y a trop d'histoires inventées à son sujet / Rue Mazarine je ne t'abandonnerai jamais. »
Les Ogres de Barback ont chanté la rue Mazarine dans Terrain Vague.

### Dans les arts visuels
Amoureux aux oranges, rue Mazarine, est un cliché de Robert Doisneau représentant un homme embrassant une femme en passant derrière un marchand de fruits.